# Felix von Lichnowsky

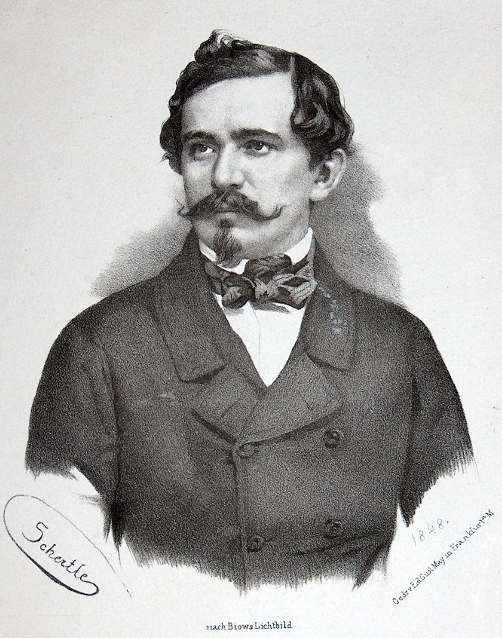
Furst Felix von Lichnowsky.

Felix Maria Vincenz Andreas von Lichnowsky, furst Lichnowsky, född den 5 april 1814 på Schloss Grätz vid Troppau, död den 19 september 1848 i Frankfurt am Main, var en tysk militär och politiker. Han var son till Eduard Maria von Lichnowsky och farbror till Karl Max von Lichnowsky.
Lichnowsky tjänade 1834–1838 i preussiska armén och därefter två år hos den spanske tronpretendenten Don Carlos, som utsåg honom till sin generaladjutant. Sina spanska minnen skildrade Lichnowsky i Erinnerungen aus den Jahren 1837–1839 (2 band, 1841–1842). År 1848 valdes han till representant för Ratibor i tyska nationalförsamlingen samt gjorde sig där känd som en av högerns mest talangfulla och framskjutna talare. Under de oroligheter, som den 18 september samma år utbröt i Frankfurt till följd av församlingens godkännande av den i Malmö ingångna vapenvilan mellan Danmark och Tyskland, blev Lichnowsky jämte generalmajor von Auerswald överfallen av pöbeln, varvid han så illa hanterades, att han avled följande dag.